# Laurence Sautier
Laurence Sautier Lodugnon est une journaliste ivoirienne, engagée dans le milieu associatif.

## Biographie
Connue du public pour la présentation du journal de 19 h sur RTI 2, elle a commencé sa carrière en 1987 comme speakerine à la Radiodiffusion Télévision Ivoirienne à la suite d’un concours. À la fin des années 1980, elle rejoint la rédaction de TV2 devenue RTI 2 après un stage d’écriture audiovisuelle. En 2007, elle est nommée Sous-Directrice des informations de la RTI, puis, depuis 2009, elle a cumulé les fonctions de Directrice des Programmes de RTI 2 et de présentatrice du journal de 19 h. Avant de travailler à la RTI, elle a suivi une formation initiale à l’Institut National des Sciences de l’Environnement et des Technologies (INSET), ensuite une formation en journalisme audiovisuel à l’Institut des Sciences et Techniques de la Communication (ISTC ),.

## Vie associative
Laurence Sautier a été à la tête de l’Association des Femmes de la RTI (AFERTI), structure destinée à promouvoir la place des femmes au sein de l’entreprise publique.
Le 19 septembre 2007, elle devient la présidente de la commission paritaire d'attribution de la carte d'identité de journaliste professionnel et de professionnel de la communication. 
À l’assemblée générale ordinaire du 2 novembre 2024 à Divo Mme Lodougnon Laurence Sautier, commissaire générale adjointe et directrice de la communication du festival, a été désignée présidente du comité d’organisation du Djaka Festival de la 15ème édition de 2025.

## Formation
Elle a eu une formation initiale à l'Institut National des Sciences de l’Environnement et des Technologies de Yamoussoukro et une autre en journalisme audiovisuel à l'Institut des Sciences et Techniques de la Communication.  